# Carlos Rogers
Carlos Deon Rogers (Detroit, Míchigan; 6 de febrero de 1971) es un exjugador de baloncesto estadounidense que disputó 8 temporadas en la NBA desde 1994 hasta 2002. Con 2,11 m de estatura, jugó en las posiciones de ala-pívot y pívot.

## Trayectoria deportiva

### Universidad
Comenzó su carrera universitaria en Arkansas-Little Rock antes de ser transferido Tennessee State para jugar sus temporadas júnior y sénior. En su única temporada en Arkansas-Little Rock Trojans promedió 8,4 puntos y 6,9 rebotes. En sus dos años en los Tigers de Tennessee State fue nombrado Jugador del Año de la Ohio Valley Conference. Promedió 24,5 puntos, 11,5 rebotes y 3 tapones como sénior y fue mención honorable del All-American por Associated Press, además ser nominado para el Naismith Award. Rogers fue el único jugador de la NCAA entre los 15 primeros en puntos (15.º), rebotes (10.º), tapones (14.º) y porcentaje de tiros de campo (12.º, con una marca del 61.4 %). Su mejor momento en la universidad llegó en la final del torneo de la Ohio Valley Conference, anotando 38 puntos y cogiendo 14 rebotes en la victoria de los Tigers ante Murray State.

### Profesional
Rogers fue seleccionado en la 11.ª posición del Draft de la NBA de 1994 por Seattle SuperSonics, aunque fue traspasado después de la ceremonia de draft a Golden State Warriors junto con Ricky Pierce y dos segundas rondas de draft de 1995 a cambio de Sarunas Marciulionis y Byron Houston. A pesar de que en su primera temporada en la liga se perdió 33 partidos debido a lesiones o enfermedades, su aportación fue una de las mejores noticias en la mala campaña de los Warriors. Rogers finalizó con promedios de 8.9 puntos, 5.7 rebotes y 1.06 tapones en 21 minutos de juego. El 18 de septiembre de 1995 fue enviado a Toronto Raptors, equipo nuevo en la NBA. Fue el alero titular en el primer partido de la historia de los Raptors y apareció en un total de 56 encuentros, aportando 7.7 puntos y 3 rebotes. Tras una temporada y media más con los canadienses entró en el traspaso que enviaba a Damon Stoudamire a Portland Trail Blazers en febrero de 1998. Por culpa de las lesiones solo pudo disputar dos encuentros en la temporada 1998-99, cinco en total en su estancia en los Blazers. Su siguiente destino fue Houston Rockets, donde pasó dos años rindiendo a buen nivel (especialmente en su primera campaña, firmando 8 puntos y 5.2 rebotes), y finalmente Indiana Pacers en la temporada 2001-02.
Seis años después de su retiro de la NBA, regresó a la actividad deportiva con notable éxito. Jugó en 2008 la Copa Invitacional de Baloncesto en Colombia, coronándose campeón con el equipo Cúcuta Norte, donde su participación fue crucial para el logro de la victoria en los playoffs. En Cúcuta, sede del equipo, su compromiso profesional y su simpatía le hicieron ganarse fácilmente el cariño de los seguidores de la escuadra.
A lo largo de su carrera en la NBA, Rogers jugó 298 partidos y anotó 2196 puntos. En su etapa FIBA, con el equipo Colombiano, jugó 15 partidos y dejó estadísticas de 155 puntos, 124 rebotes, 7 asistencias.
En 2017, Northwestern retiró la camiseta # 34 que llevó en su etapa de jugador colegial.

## Estadísticas de su carrera en la NBA

### Temporada regular
| Temp.   | Edad | Equipo   | Liga | P   | TIT | MIN  | TC  | TCA | %TC  | 3P  | 3PA | %3P  | TL  | TLA | %TL  | R.OF. | R.DEF. | REB | ASIS | ROB | TAP | PER | FP  | PTS |
| 1994-95 | 23   | G. State | NBA  | 49  | 18  | 20.8 | 3.7 | 6.9 | .529 | 0.0 | 0.3 | .143 | 1.6 | 3.0 | .521 | 2.2   | 3.5    | 5.7 | 0.8  | 0.4 | 1.1 | 1.7 | 2.5 | 8.9 |
| 1995-96 | 24   | Toronto  | NBA  | 56  | 18  | 18.6 | 3.2 | 6.1 | .517 | 0.1 | 0.4 | .143 | 1.3 | 2.3 | .546 | 1.4   | 1.6    | 3.0 | 0.6  | 0.4 | 0.9 | 1.1 | 1.6 | 7.7 |
| 1996-97 | 25   | Toronto  | NBA  | 56  | 3   | 24.9 | 3.8 | 7.2 | .525 | 0.4 | 1.2 | .379 | 1.8 | 3.0 | .600 | 2.1   | 3.3    | 5.4 | 0.7  | 0.8 | 1.2 | 0.9 | 2.5 | 9.8 |
| 1997-98 | 26   | TOTAL    | NBA  | 21  | 0   | 17.9 | 2.2 | 4.3 | .516 | 0.0 | 0.1 | .000 | 0.9 | 1.5 | .563 | 1.7   | 1.5    | 3.2 | 0.9  | 0.5 | 0.4 | 0.7 | 1.7 | 5.3 |
| 1997-98 | 26   | Toronto  | NBA  | 18  | 0   | 19.5 | 2.5 | 4.8 | .517 | 0.0 | 0.1 | .000 | 1.0 | 1.8 | .563 | 1.9   | 1.7    | 3.6 | 0.9  | 0.5 | 0.4 | 0.7 | 1.9 | 6.0 |
| 1997-98 | 26   | Portland | NBA  | 3   | 0   | 8.3  | 0.7 | 1.3 | .500 | 0.0 | 0.3 | .000 | 0.0 | 0.0 |      | 0.3   | 0.3    | 0.7 | 0.7  | 0.3 | 0.0 | 0.3 | 0.3 | 1.3 |
| 1998-99 | 27   | Portland | NBA  | 2   | 0   | 4.0  | 1.0 | 1.0 | 1000 | 0.0 | 0.0 |      | 0.5 | 2.0 | .250 | 0.0   | 0.5    | 0.5 | 0.5  | 0.0 | 0.0 | 0.0 | 1.0 | 2.5 |
| 1999-00 | 28   | Houston  | NBA  | 53  | 15  | 20.8 | 3.2 | 6.1 | .525 | 0.0 | 0.3 | .071 | 1.5 | 2.6 | .591 | 1.8   | 3.3    | 5.2 | 0.8  | 0.3 | 0.6 | 1.2 | 1.5 | 8.0 |
| 2000-01 | 29   | Houston  | NBA  | 39  | 0   | 13.9 | 1.9 | 2.8 | .682 | 0.0 | 0.0 | .000 | 0.7 | 1.3 | .558 | 1.2   | 2.3    | 3.6 | 0.2  | 0.3 | 0.5 | 0.4 | 0.8 | 4.6 |
| 2001-02 | 30   | Indiana  | NBA  | 22  | 1   | 7.6  | 1.1 | 2.0 | .558 | 0.0 | 0.3 | .167 | 0.5 | 0.9 | .526 | 0.6   | 1.1    | 1.7 | 0.1  | 0.2 | 0.3 | 0.2 | 0.8 | 2.7 |
| Carrera |      |          | NBA  | 298 | 55  | 19.0 | 3.0 | 5.6 | .536 | 0.1 | 0.4 | .258 | 1.3 | 2.3 | .562 | 1.7   | 2.6    | 4.3 | 0.6  | 0.4 | 0.8 | 1.0 | 1.7 | 7.4 |